# 方凯祥
方凯祥（1940年5月12日—），印尼华侨，60年代初返回中国。与汤仙虎和侯加昌并称中国三剑客。中国前男子羽毛球运动员。他曾获得1974年亚洲运动会羽毛球比赛男子团体金牌。他也曾获得1976年亚洲羽毛球锦标赛混合双打项目的冠军。退役後，曾先後於中國、印尼、馬來西亞擔任教練。方凯祥是在1988年2月27日抵达马来西亚执教，与他一起的还有郑多楠（负责女队）。合约一年，月薪一千美元，包膳宿。他会说马来语，对他来到马来西亚执教有所帮助。他带领球队在当年的汤杯半决赛打败宿敌印尼。这是马来西亚羽球史上第一次聘请客卿教练，并取得亮眼成绩。方凯祥教练因执教有功，获得国家元首赐封有功勋衔。。